# Wieste (Werlte)
Wieste ist ein Ortsteil der Stadt Werlte, Samtgemeinde Werlte, im niedersächsischen Landkreis Emsland.

## Geografie

### Geografische Lage
Wieste liegt im Nordosten des Landkreises etwa 5 km südlich von Werlte. Die Kreisstadt Meppen liegt etwa 29 km (Luftlinie) südwestlich von Wieste.
Die Mittelradde verläuft östlich des Dorfes und bildet in seinem früheren unbegradigten Verlauf dessen Grenze.

### Nachbarorte
Nachbarorte sind im Norden Wehm, im Osten Wachtum (Gemeinde Löningen, Landkreis Cloppenburg), im Süden Vinnen und Ahmsen (Gemeinde Lähden) und im Westen die Gemeinde Lahn.

## Namensherkunft
Wieste liegt im östlichen Hümmling südlich von Werlte und heißt im  Corveyer Heberegister Wisside auch Wissidi. Im Grundwort ist ithi enthalten. ithi, ede ist ein sehr verbreitetes Grundwort, dessen Urbedeutung Flur im Allgemeinen gewesen sein dürfte. Die damit verbundenen Bestimmungswörter haben die verschiedensten Bedeutung und bezeichnen meist sehr alte Ansiedlungen. Beim Bestimmungswort wis liegt es nahe, an wisa, tiefliegende Grasfläche, Wiese, zu denken, ein Wort, das schon zur Römerzeit gebräuchlich gewesen zu sein scheint, vgl. Idisiaviso. Die plattdeutsche Verkleinerung von Wiese ist Wiske. Wissidi bedeutet also Wiesenfeld."

## Geschichte
Im Zweiten Weltkrieg gelang einem amerikanischen Bomber vom Typ B-17 „Flying Fortress“ am 8. März 1944 nach deutschem Beschuss eine Notlandung unweit des Ortes. Die Besatzung überlebte. Daran erinnert heute ein Gedenkstein vor Ort. Im Krieg stürzten bei Wieste drei weitere abgeschossene Bomber ab, bei denen viele Besatzungsmitglieder gestorben sind.

### Eingemeindung
Mit dem Gesetz zur Neugliederung der Gemeinden in den Räumen Leer und Aschendorf-Hümmling am 1. Januar 1973 wurde das einst selbstständige Dorf Wieste in die Gemeinde Werlte eingegliedert.

### Einwohnerentwicklung

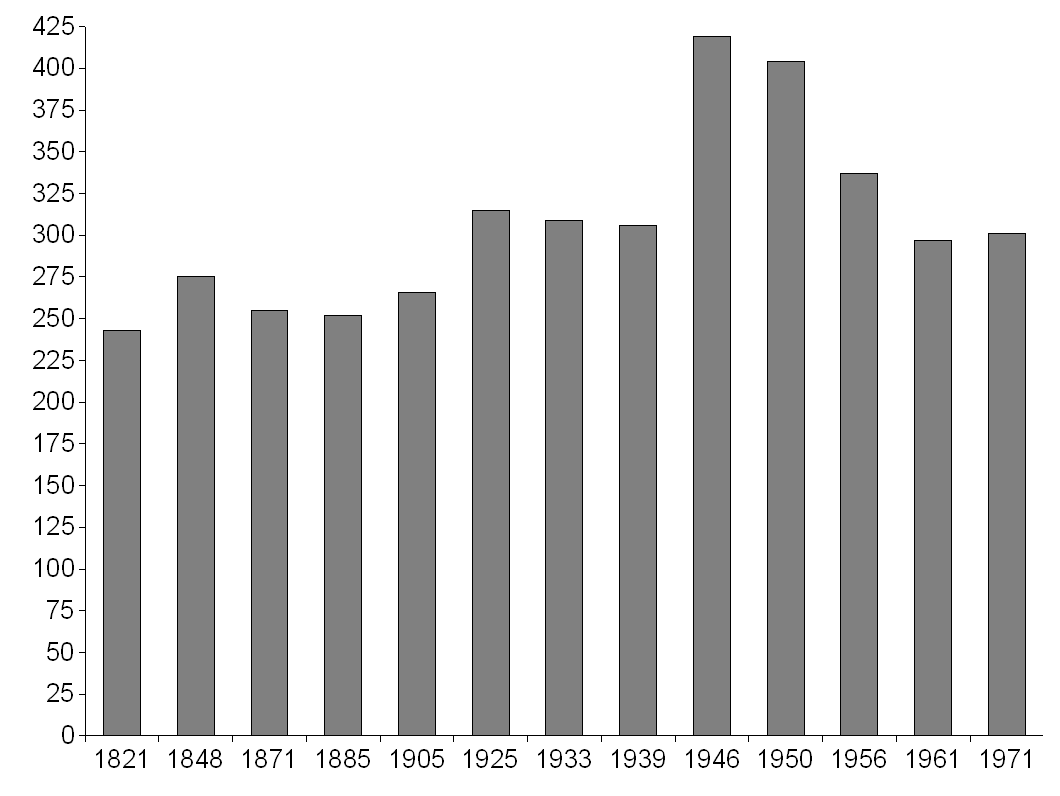
Einwohnerentwicklung von Wieste zwischen 1821 und 1971

| Jahr | Einwohner |
| ---- | --------- |
| 1821 | 243       |
| 1848 | 275       |
| 1871 | 255       |
| 1885 | 252       |
| 1905 | 266       |
| 1925 | 315       |
| 1933 | 309       |
| 1939 | 306       |
| 1946 | 419       |
| 1950 | 404       |
| 1956 | 337       |
| 1961 | 297       |
| 1971 | 301       |
| 2007 | 354       |